# Dreifaltigkeit (Masaccio)
Das unter dem Namen Trinität bzw. Dreifaltigkeit bekannte Fresko des Florentiner Malers Masaccio wurde in einem nicht genauer bestimmbaren Zeitraum zwischen 1425 und 1428 für ein bislang nicht identifiziertes Stifterpaar gemalt. Es befindet sich an der nordwestlichen Langhauswand der Kirche Santa Maria Novella in Florenz, die bis ins 16. Jahrhundert wie der gesamte Innenraum reich bemalt war. Masaccio benutzte für die Darstellung einer fiktiven Raumöffnung als einer der ersten Künstler des 15. Jahrhunderts die Zentralperspektive.
Das Fresko verschwand im Zuge von Giorgio Vasaris Neugestaltung der Kirche 1565–1571 hinter einem Altarbild, wurde 1860 wiederentdeckt, auf Leinwand übertragen und an einem neuen Platz aufgehängt. Heute befindet es sich wieder an seinem ursprünglichen Anbringungsort.

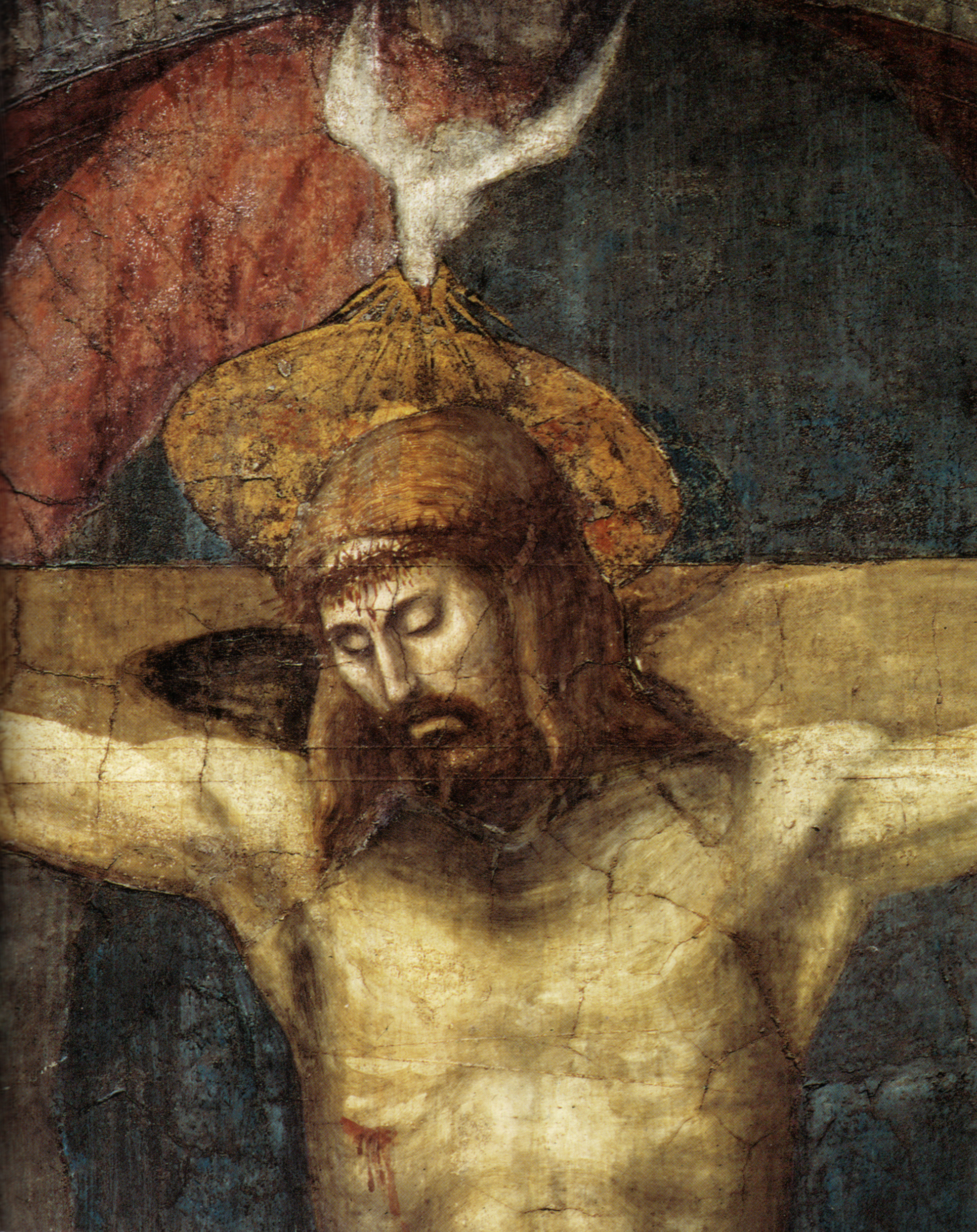
Detail des Gekreuzigten mit der Taube als Symbol des Heiligen Geistes

## Geschichte
Bei dem Wandbild handelt es sich um die Stiftung eines bislang nicht mit Sicherheit identifizierten Florentiners; er und seine Frau sind kniend und mit gefalteten Händen als Stifter dargestellt. Vorgeschlagen wurden Domenico di Lenzo, († Januar 1426) und seine Gattin bzw. Berto di Bartolomeo Del Banderaio und dessen Frau Sandra.
Als nach dem Tridentinischen Konzil 1565–1571 die Kirche unter der Leitung von Giorgio Vasaris mit neuen einheitlich gerahmten Altären versehen und die reiche Freskendekoration des 14. und 15. Jahrhunderts überstrichen wurde, verschwand das Bild hinter dem von Vasari und Jacopo Zucchi geschaffenen Bild der Rosenkranz-Madonna. Im Zusammenhang mit einer erneuten Umgestaltung des Kircheninnern zwischen 1858 und 1861 wurde das Fresko von der Wand abgenommen, auf einen Leinwandträger übertragen und im ersten Joch an der linken Langhauswand aufgehängt.
1952 wurde bei den vom Florentiner Denkmalpfleger Ugo Procacci geleiteten Restaurierungsarbeiten der an der Wand verbliebene untere Teil des Freskos mit Altar, Sarkophag und Skelett entdeckt. Nach der Reinigung des stark verschmutzten oberen Teils wurden das Bild an seinem ursprünglichen Platz im dritten Joch zusammengeführt. Die letzte Restaurierung erfolgte zwischen 1999 und 2001.

## Darstellung
Das Wandbild besteht aus zwei Teilen: Unten ist ein von Säulchen gestützter Altar zu sehen, unter dem sich ein Sarkophag mit einem liegenden Skelett befindet. Über dem Skelett ist die Inschrift: „IO FV G[I]A QUEL CHE VOI S[I]ETE EQUEL CHISON[O] VOI ANCO[RA] SARETE“ („Ich war, was ihr seid, und was ich bin, werdet ihr sein“) angebracht. Hierbei handelt es sich um ein aus einer älteren Legende (Die drei Lebenden und die drei Toten) bekanntes Memento Mori.
Auf oder unmittelbar über dem gemalten Altartisch knien links und rechts der Stifter und seine Frau. Der Mann trägt einen roten Mantel und eine rote Kopfbedeckung, die Frau ist mit einem dunklen Mantel bekleidet. Hinter ihnen öffnet sich ein von einer Pilaster-Gebälk-Rahmung eingefasste, tonnengewölbter Raum, in dem Maria und der Evangelist Johannes zu Seiten eines von Gottvater präsentierten Kruzifixes stehen. Über dem Haupt des Gekreuzigten schwebt die Taube, das Symbol für den Heiligen Geist. Alle Figuren, sowohl die Stifter als auch die Heiligenfiguren, sind im gleichen Maßstab dargestellt.
Masaccio zeigt den Blick durch einen von kannelierten Pilastern mit Kapitellen korinthischer Ordnung und einem vollständigen Gebälk gerahmten Rundbogen in einen Innenraum. Dieser ist von einem kassettierten Tonnengewölbe überfangen, das von vier Säulen mit ionischen Kapitellen und von zwei von ebensolchen Säulen getragenen Archivolten gestützt wird. Eine Beziehung zur gebauten Architektur dieser Jahre ist in den von Filippo Brunelleschi entworfenen Bauwerken, wie der Cappella Barbadori (um 1420) in der Florentiner Kirche Santa Felicita, oder der Alten Sakristei von San Lorenzo (1421–1428) zu erkennen.

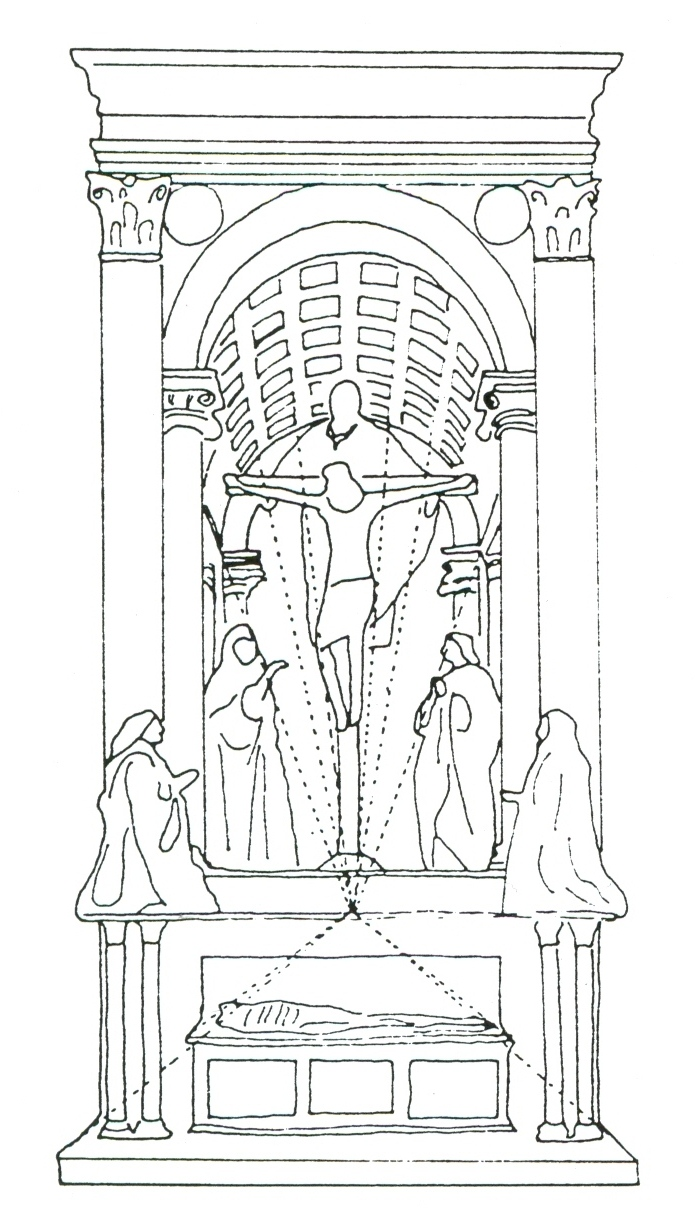
Perspektivische Konstruktion

## Technik
Hinsichtlich seiner Ausführungstechnik entspricht das Bild der für die Freskomalerei üblichen Vorgehensweise. So ist anzunehmen, dass Masaccio zunächst die auf Papier vorbereitete Gesamtkomposition als Vorzeichnung (Sinopie) auf den groben Unterputz skizzierte. Vermutlich schlug er dann im gewählten Fluchtpunkt am Fußpunkt des Kreuzes einen Nagel ein und befestigte an ihm Schnüre, mit denen er die Fluchtlinien der Architektur festlegte und durch Eindrücken in den für die Bemalung aufgetragenen Feinputz (ital. intonaco) fixierte. Dann konnte der Farbauftrag erfolgen. Wie üblich arbeitete Masaccio in sogenannten giornate, also Abschnitten, die innerhalb eines Tages zu bewältigen waren. Für das gesamte Fresko sind 24 solcher Tagwerke nachzuweisen. Nach dem Abbinden des Kalkputzes fügte Masaccio Gold (beispielsweise in den Nimben) und Secco-Farben hinzu.

## Rezeption
Das Bild wurde zuerst von Francesco Albertini in seinem Florenz-Führer Memoriale di molte statue et picture sono nella inclyta cipta di Florentia von 1510 erwähnt ("In decta chiesa è (…) la Trinità è per mano di Tho. Masacci."), ein früher Beleg für die Bewunderung, die das Bild erfuhr. 1568 schrieb Giorgio Vasari in seiner Masaccio-Biografie: „Ebenfalls in Santa Maria Novella freskierte er vor dem Lettner der Kirche eine Trinität über dem Altar des Heiligen Ignatius, eingerahmt von der Madonna und dem Evangelisten Johannes, die in den Anblick von Christus am Kreuz versunken sind. Auf den Seiten befinden sich auf Knien zwei Figuren, die, soweit man dies beurteilen kann, Porträts derjenigen sind, die das Fresko malen ließen. Man kann sie allerdings nur schlecht erkennen, da sie von einem vergoldeten Ornament verdeckt werden. Am schönsten aber ist, neben den Figuren, ein perspektivisch gemaltes Tonnengewölbe, das in rosettenverzierte Kassetten unterteilt ist, die in der Verkürzung so trefflich kleiner werden, daß jene Wand wie durchstoßen scheint.“